# Kempisch hoen

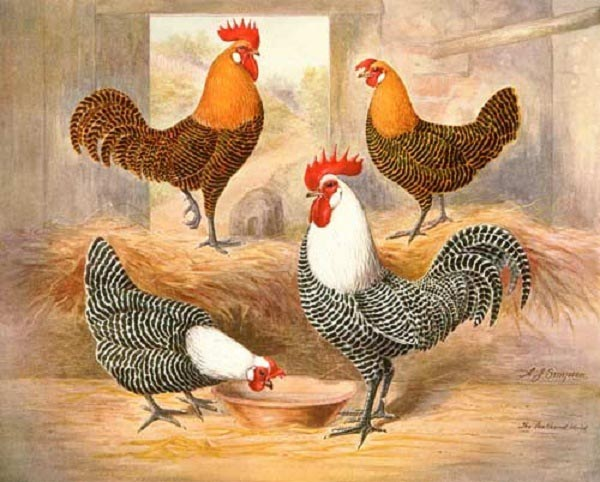
De Engelse variant in goud en zilver

Het Kempisch hoen is een kippenras uit de Kempen in Nederland en België, dat verwant is met het brakelhoen en in de Engelstalige landen in veranderde vorm als Campine zeer verbreid is geweest. Het is een typisch pelhoen.

## Geschiedenis
Gepelde hoenders kwamen voor het ontstaan van gestandaardiseerde rassen in heel Vlaanderen, Brabant en langs de Noordzeekust tot in Oost-Friesland voor. 
In 1884 werd besloten de gepelde hoenders in Vlaanderen en het Nederlands-Vlaamse grensgebied in een grote variant (het brakelhoen) en een kleine variant (het Kempisch hoen) op te delen. In 1925 werd dit onderscheid weer opgeheven en één enkele standaard geformuleerd. Omdat in 1962 geen Kempische hoenders meer gevonden werden, bleef alleen de brakel bestaan.

### Belgische standaard
In 1858 beschrijft Leopold Delobel de kippenkwekerij in het kanton Hoogstraten. Hij was daar de lokale secretaris van de Landbouwmaatschappij van het Noorden en directeur van het Bedelaarsgesticht in Hoogstraten, waar hij samen met zijn Amerikaanse vrouw woonde. Hij voerde diverse experimenten uit ter verbetering van de landbouw. In zijn verslag vermelde hij dat zijn vrouw Félicité een verwoed kippenkweekster was. In haar collectie vinden we de Bantams, de Brahma (kip), de Cochin (kippenras), de Crève-Coeur, de rassen van La Flèche, Breda (Chaams hoen?) en Caux, de Dorking (kip), enzovoort, en een groot aantal producten van kruisingen. In 1857 gaven negen kippen in het Bedelaarsgesticht samen 1358 eieren in een jaar. Baron Ernest Peers maakte een studie en heeft het over de Hoogstraatse kip.'De Kempenaars zijn het erover eens dat de Hoogstraatse kip delicaat is en moeilijk aan te passen aan andere omgevingen.' De Kempenaar is arm en houdt zijn kippen niet in een apart hok, maar maakt een zitstok voor de kippen in de koeienstal. Hierdoor blijven de kippen in de winter warm en leggen ze meer eieren gedurende het jaar.
Het Kempisch hoen kwam in de gehele streek van Hoogstraten tot Turnhout voor, en bij uitbreiding naar de rest van de Kempen. Het was een streekras. Op 5 december 1896 werd een club ter verdediging van het Kempisch hoen opgericht in Antwerpen door oa de heren Moons, de Coen, Breydel en Sas. Zo kreeg het ras haar eigen standaard.

### Engelse standaard
De Engelse standaard voor de campine kip werd rond de eeuwwisseling geschreven. Er werden dan al campines geëxporteerd, ook vanuit de streek rond Brakel. Hierbij werd waarschijnlijk geen of weinig onderscheid gemaakt tussen het brakelhoen en het Kempense hoen. Vanuit Engeland verspreidde de standaard zich naar andere landen binnen het Gemenebest van Naties, waar eveneens standaarden werden opgesteld.
Kempische hoenders die naar Engeland geëxporteerd werden, werden uiterst populair, vooral nadat in 1904 de hennevederige variant tentoongesteld werd. Deze variant werd tot algemene standaard in de Engelstalige wereld en verbreidde zich daar op grond van de goede legeigenschappen sterk. De Engelse variant is duidelijk zwaarder dan het oorspronkelijke Kempische hoen, dit waarschijnlijk door vermenging met het brakelhoen.

### Amerikaanse standaard
In 1898 kwam Annie Marvin Fowler, een Amerikaanse, op de Diept wonen, een landgoed van 47 hectare in Merksplas, grenzend aan Wortel-Kolonie en Merksplas-Kolonie. Als adres geeft ze dikwijls 'Papenvoort bij Hoogstraten' op. Haar man Albert Van Schelle werkte als advocaat op de kolonies. Zij was eveneens een kippenkweekster en schreef mee aan de Amerikaanse standaard voor de Campine in 1912 door de Belgische standaard te vertalen. Ze reisde regelmatig naar Amerika met haar zoontje Martial Van Schelle en in 1910 bracht ze 148 Campine kippen naar Amerika.(Er werden al eerder kippen vanuit Vlaanderen ingevoerd vanaf 1893.) Op 17 mei 1911 was er een vergadering in Buffalo (New York). Ze was medebestuurslid van de op 21 december 1911 permanent opgerichte vereniging van het Kempisch hoen in Amerika (American Campine Club). Men had het eerste jaar al 96 leden.
Ze was een van de overlevenden van de op 7 mei 1915 getorpedeerde Lusitania (schip, 1907). Het schip zonk in minder dan twintig minuten. Toch stierf ze in 1917 aan een longziekte.

## Kenmerken

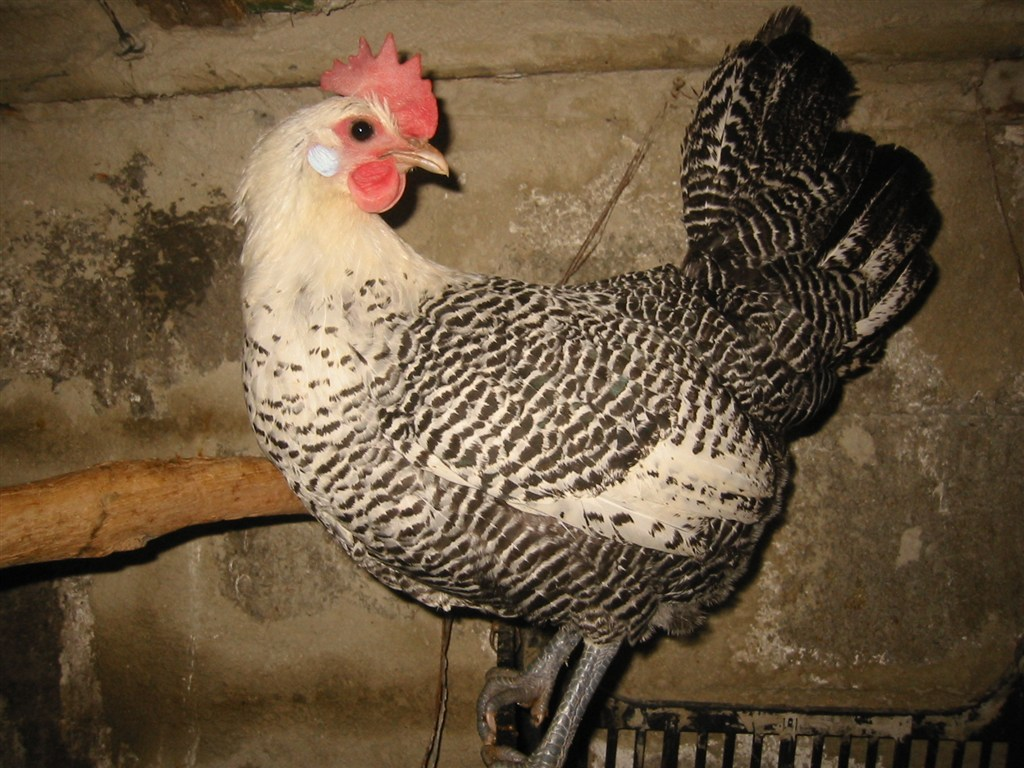
Een zilveren Kempische hen

Het gewicht van de hanen ligt volgens de Engelse standaard bij 2,0-2,5 kg, bij de hennen 1,5-1,8 kg. Het ras komt in twee kleurslagen voor: zilver en goud. De loopbenen zijn leiblauw, de ogen donker. Kenmerkend is de tekening op de borst, die bandvormig is. Deze tekening zet zich bij de hennen en de hennevederige variant van de hanen voort tot de staart.

## Erkenning
In Nederland en België werd het ras na 1962 niet meer erkend. Dit is wel het geval in de meeste Engelssprekende landen, Italië en Scandinavië.
In 2017 werd in Vlaanderen de "vzw Kempens Hoen" opgericht om de herintroductie van de Campine in België te ondersteunen.